# Osservatorio di Cerro Tololo
L'osservatorio di Cerro Tololo, il cui nome ufficiale è Cerro Tololo Inter-American Observatory, è un osservatorio astronomico posto in Cile sul Cerro Tololo, ad una quota di 2200 m.s.l.m., circa 80 km ad est della città di La Serena.
I principali strumenti di osservazione sono il Victor M. Blanco Telescope, da 4 metri di diametro, e altri 4 telescopi denominati SMARTS, con telescopi da 1,5; 1,3; 1,0; e 0,9 m di diametro. da 4,1 m di diametro, quest'ultimo operativo dal 2004. A 10 km da quest'osservatorio è situato il Gemini South, il Southern Astrophysical Research Telescope ed il Large Synoptic Survey Telescope, un avanzato telescopio riflettore costituito da tre specchi larghi invece di due più piccoli, che gli permettono di osservare una porzione di cielo molto più ampia: 9,6 gradi quadrati (la Luna ne occupa 0,2). Molti dati di questo telescopio verranno anche pubblicati su Google.
L'osservatorio è di proprietà della Association of Universities for Research in Astronomy (AURA), che gestisce anche altre strutture, fra cui i Telescopi Gemini.

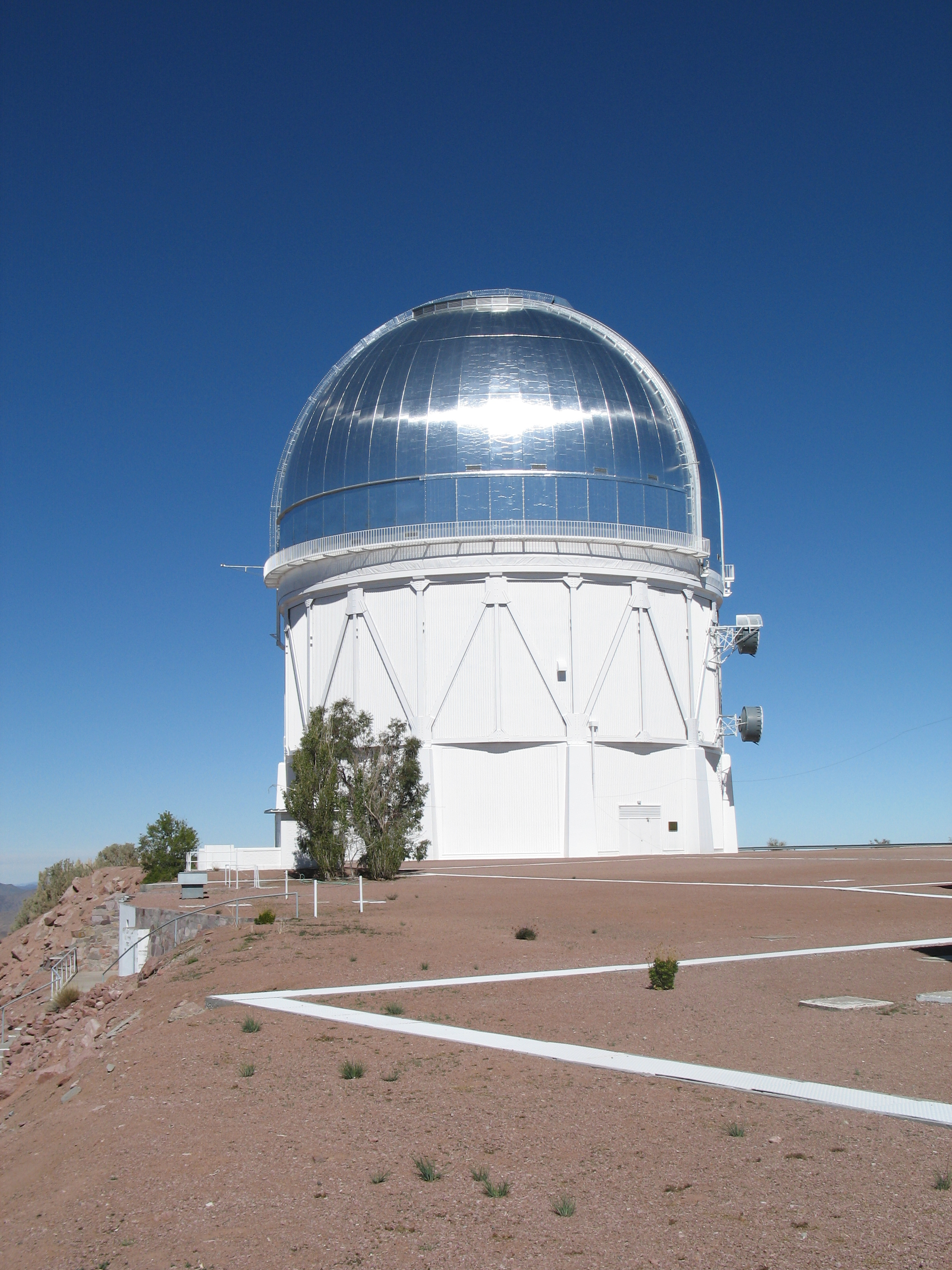
Il telescopio Victor M. Blanco